# エフエム小樽放送局
株式会社エフエム小樽放送局（エフエムおたるほうそうきょく）は、北海道小樽市の一部地域を放送区域として超短波放送（FM放送）によるコミュニティ放送を実施する特定地上基幹放送事業者である。愛称はFMおたる。

## 概要
北海道で9番目、後志総合振興局管内で最初に開局したコミュニティ放送局である。放送時間は6時起点の24時間放送。
小樽市内を放送エリアとし、エリア内人口は約11万3,700人、世帯数は約6万2,500世帯（2020年国勢調査時点）。

本社・スタジオは旧小樽短期大学跡地に、送信所は手宮公園の旧札幌テレビ放送小樽中継局内にある。コールサインはJOZZ1AG-FM、周波数76.3MHz、出力20W。桂岡・オタモイ・張碓に中継局も設置されている。
資本構成は、2009年（平成21年）より北一硝子が54%、同社元社長の浅原健藏が46%で浅原は当社代表取締役社長である。

## 沿革
- 1996年（平成8年）
  - 5月1日 - 株式会社エフエム小樽放送局設立。
  - 7月19日 - 放送局（現・特定地上基幹放送局）の免許取得。
  - 7月27日 - 放送開始。当時のスタジオは堺町7番8号ノースウィングビル2階。空中線電力は10W。
- 2000年（平成12年）1月 - 規制緩和に伴い、空中線電力を20Wに増力。
- 2005年（平成17年） - 『ほっとけNIGHT』が札幌コミュニティ放送局と同時放送を開始（現在は同時放送終了）
- 2010年（平成22年）5月17日 - 旧小樽短期大学跡地に社屋移転（スタジオ見学は6月より受付）。
- 2011年（平成23年）9月9日 - エフエム北海道（AIR-G'）制作「Canalism 小樽」を放送開始（再放送扱い。AIR-G'では9月5日初回放送。2012年3月終了）。
- 2015年（平成27年）10月1日 - SimulRadio及びスマートフォンアプリ「FM聴」にてサイマル配信開始。
- 2021年（令和3年）12月1日 - オタモイ・桂岡・張碓に中継局を設置（11月17・18日試験電波発射）[6]。新たに約5,800世帯で聴取可能になる[4]。
- 2023年（令和5年）
  - 5月11日 - ListenRadioにてサイマル配信開始[7]。
  - 6月4日 - SimulRadio及びスマートフォンアプリ「FM聴」のサイマル配信終了。

## スタジオ
- Aスタジオ：生放送用。
- Bスタジオ：録音用。短大で使用していた放送室を再利用。

堺町時代のスタジオは当時のコミュニティFMとしては広い部類であり、椅子を30脚入れて公開放送が可能なほどの広さであった。

## 番組編成
- 自社制作番組が中心で、その他はミュージックバードの番組を放送、時間帯によりMUSIC BIRD for COMMUNITY、各音楽チャンネルを再送信。
- 番組で放送されるニュースは北海道新聞から提供された記事を「朝刊ヘッドライン」（2022年3月までは「夕刊ヘッドライン」も）として通常は紙面から、新聞休刊日や速報ニュースは「北海道新聞デジタル」に配信された記事を伝える。以前は「朝刊ピックアップ」として全国紙からも一部記事提供を受けていた。

### 時報
スポンサーが付いた時刻のみ放送。多くの県域ラジオ局でも採用されているCMを流した後でビープ音（正報音の「ポーン」のみ）で知らせる方式を導入しているが、ビープ音ではなくスポンサーのサウンドロゴを流す場合もある。時報のない正時は一部を除き代わりにステーションID（声：石橋八千代）を流して知らせる。
堺町時代はビープ音の代わりにチャイムを使用し、正午については当時の社屋に隣接していたルタオのカリオン（鐘）をそのまま流し、音色が流れ始めておよそ5秒後に「ルタオのカリオンが正午をお知らせしています」のアナウンスが放送された。

## インターネット配信
ListenRadio（リスラジ）（一部の自社製作番組はツイキャスも）によるインターネットサイマル配信を実施している。
2023年4月までSimulRadio、FM聴での配信を行っていたが、ListenRadioに切り替えた。
また、一部番組でポッドキャストによるアーカイブ配信を行っている。

## 主な番組
2021年4月現在。太字は生放送。

### 自社制作番組
- ASAKATSU!（月 - 木曜 8:00 - 11:00）
- Cheers!（月 - 木曜 17:00 - 19:00）
- m×mf 音楽が処方箋（月曜 19:00 - 20:00）
- 明日へ向かってスクラムトライ!（第1・3月曜 14:00 - 14:30）
  - 小樽市長や市職員を迎えて放送する市政広報番組。
- ラジクロ!（火曜 12:00 - 15:00）
- ほっとけNIGHT（火曜 22:00 - 24:00）
- それいけぃ!アヴァンチュ～る!（第2・4水曜 21:00 - 22:00）
  - M-1グランプリ2回戦進出も経験したお笑いコンビ「アヴァンチュ～る」の冠番組。
- お昼だよ、この声と～まれ（水曜 12:00 - 14:00）
- 小樽チャンネルラジオ（第1・3木曜 14:00 - 15:00）
  - フリーペーパー及びウェブサイト「小樽チャンネル」とのタイアップ番組。
- さぁ、いってみよう!マミートーク!（木曜 21:00 - 22:00）
- CONNECT!（金曜 8:00 - 14:00）
  - 不定期で9時台にAIR-G'「北川久仁子のbrilliant days×F」と同時生放送が実施されることもある。
- 金曜2時です!坂の町さんぽ（金曜 14:00 - 15:30）
- キラキラ金曜日（金曜 17:50 - 19:00）
- 小樽からこんばんは（金曜 19:00 - 20:00）
  - FMさつませんだい、CTY-FMへ時差ネット。
  - 2020年9月まではミュージックバードを通じ全国のコミュニティ放送局で放送していた。
- 金曜スクランブル（金曜 20:00 - 21:00）
  - かつてFMいるかにて放送されていた同名の番組とは無関係。
- WINGBAY STATION（第4金曜 15:00 - 15:30）
  - ウィングベイ小樽からの公開生放送（公開録音の場合もあり）。
- 花男の湯（第4金曜 22:00 - 23:00）
- く～さん・とーるちゃんの土曜はこれから（第1土曜 11:00 - 13:00）
- バミコStyle～no speak no life～（第4土曜 11:00 - 13:00）
- 歌のアルバム（土曜 19:00 - 20:00）
  - 長崎屋小樽店から公開録音。開始当初は「朝日歌のアルバム」として放送されていた。
  - かつてTBSテレビで放送されていた「ロッテ 歌のアルバム」とは無関係。
- Style of my morning（日曜 10:00 - 12:00）
- 歌謡で演〜歌（日曜 21:00 - 23:00）
- フィッシュ・ピーポー（第1・3 日曜 14:00 - 14:30）
  - サカナクション専門の音楽番組。

過去の番組
平日
- おめしゃきっ!
- くつろぎ運河通り
- アンクルミッチーのぶっちゃけ英会話
  - 土曜に1週間放送分の総集編を放送していた。
- 夢会ラジオ
- ラジ友!
- オタ☆マニ〜オタク☆マニアックス〜（担当：大林宜裕[札幌吉本]）
  - 2019年10月よりエフエムしろいし With-Sに移行。
- ツインクルのもっとキレイに！もっとステキに!
- 商大へ行こう!
- ヤングシップの温湿布冷湿布
- 岩男潤子の風の通り道
- がんばれ小樽っこ（木曜 19:00 - 20:00） 小樽地区のスポーツ情報を扱う番組。北海道コンサドーレ札幌及びレバンガ北海道のコーナーもあり。
- 小樽ビールでPROST!（金曜 17:00 - 17:50）
  - 2015年から2016年にかけて企画・スポンサー・DJが同一の「小樽ビール 20th Anniversary PROST!」がFM NORTH WAVEで放送された。

土曜
- おめざめサタデー
- く～さんの土曜はこれからリターンズ＝土曜日はいちばん＝（土曜 11:00 - 13:00）
- 三遊亭志う歌のぷらっとラジオ寄席（第1・3土曜 15:00 - 15:30）

日曜
- おめざめサンデー
- ちょい耳サンデー
- SPOCK&折茂武彦の“TIP OFF Radio”
- 石原裕次郎の部屋（第1・3・5日曜 17:00 - 17:30）

不定期
- けっぱれ!ファイターズ
  - 北海道日本ハムファイターズ戦中継。当初はFMアップル「Rock on Fighters!」のネット受けであったが、2009年（平成21年）より自主制作。
- 雪のホーム（水曜 21:00 - 22:00）
  - FMメイプル制作
- IKKOのちょっとちょっと聞いて♡（水曜 21:00 - 21:30）

### その他の番組
- 大山慎介の「復活」北海道（土曜 21:00 - 22:00）

## その他
- リクエスト及びメッセージはFAX、Eメール、公式サイトのメッセージフォームに加え、一部番組では留守番電話（番号はFAXと同一）でも受け付けている。堺町時代の留守番電話には「るすりんちゃん」「きいたるくん」の名前がついていた。
- コミュニティ放送では数少ない中継車「ハーディ号」を走らせ、市内各地で中継を行っている。2008年（平成20年）4月に10年以上使用された初代から2代目ハーディ号に切り替わった。
- 緊急非常放送システムを導入しており、災害発生時には小樽市防災担当よりFMおたるを通じて防災情報が放送される。
- 小樽市内の道路情報は市内タクシー会社より電話を通じて提供、朝と昼の番組に限りタクシー会社担当者とのやり取りをそのまま放送する場合もある。交通情報は日本道路交通情報センター提供の高速道路、JRに加えて新日本海フェリー運行情報も伝えている。以前は路線バスや新千歳空港発着便の運行情報も伝えていた。
- 日曜午後に生ワイドを編成していた時代には番組内でラジオたんぱ（当時）制作の中央競馬実況中継を準メイン・メイン競走の分とそれらの配当のみ挿入していた。
- 開局当初、平日昼間のワイド番組内で札幌の情報を発信する「札幌HOT情報」というコーナーが放送されていた。このコーナーではフリーアナウンサー佐藤のりゆきの事務所が運営していたスタジオと電話でつないでいた。
- 小樽の名産品を扱う公式オンラインショップも営業しており、2021年3月1日には開局以来初の本格的なラジオショッピング番組を2時間に渡り生放送した[8]。